# Joaquín Blanco
Joaquín Blanco Calvache (* 21. Juni 1938 in Almería; † 28. Februar 2011 in Barcelona) war ein spanischer Schauspieler.

## Leben
Blanco wuchs ohne Vater auf und zog als Kleinkind mit seiner Mutter nach Terrassa. Mit acht Jahren arbeitete er mit seiner Mutter in einer Strumpffabrik. Als Teenager versuchte er sich unter anderem als Torero und Versicherungsvertreter, bevor er, nun 18-jährig, sich mit Werbung und Fotoroman beschäftigte. Während eines sechs Jahre währenden Aufenthaltes in Rom lernte er seine Frau Sandra Blanch kennen, mit der er eine Tochter hat.
Seine schauspielerische Karriere startete Blanco 1964 mit einer kleinen Rolle in Wege zum Ruhm und setzte sie mit gelegentlichen Auftritten bis ins Jahr 1982 fort, wobei er neben Rollen in abenteuerlichen Stoffen, oft Italowestern, auch Erotikfilme drehte; zwei davon inszenierte er 1983 beziehungsweise 1991 nach eigenem Drehbuch selbst. Für solche Filme wählte er die Pseudonyme J. White oder John Russell.
Blanco war ein Anhänger des Kampfsportes und praktizierte Karate. Er starb an den Folgen von Krebs.

## Filmografie (Auswahl)
Schauspieler
- 1966: Keinen Dollar für dein Leben (Un Dollaro di fuoco)
- 1967: Gott vergibt – Django nie! (Dio perdona… io no!)
- 1967: Shamango (Gentleman Jo… uccidi)
- 1968: Sangue chiama sangue
- 1970: Satan der Rache (E dio disse a Caino)
- 1971: Zwei Halleluja für den Teufel (Abre tu fosa amigo… llega Sabata)
- 1980: Hölle der lebenden Toten (Virus)

Regisseur
- 1983: Orgía sádica
- 1991: Trampa para una esposa